# Lou Ferrigno
Louis Jude Ferrigno Sr. (Brooklyn, Nova Iorque, 9 de novembro de 1951) é um ator e ex-fisiculturista norte-americano. Ficou mundialmente famoso por participar da série de TV The Incredible Hulk (no Brasil, O Incrível Hulk).

## Biografia e carreira
Nascido no Brooklyn, filho de Matthew Ferrigno, tenente de Polícia em Nova Iorque e de Victoria Ferrigno, natural de Conca dei Marini emigrada aos EUA ainda menina.
Logo após seu nascimento, sofreu uma infecção no ouvido, perdendo de 75% a 80% de sua audição, mas os seus pais só descobriram quando ele tinha 3 anos de idade. Começou a levantar peso aos 13 anos de idade, e após se formar na Brooklyn Technical High School em 1969, Ferrigno estreou na NABBA Mr Universe e ganhou um título da IFBB Mr. America e mais dois títulos da IFBB Mr. Universe consecutivos. Em 1974, ficou em segundo lugar em sua primeira participação no Mr. Olympia. No ano seguinte, chegou ao terceiro lugar, e sua tentativa de vencer Arnold Schwarzenegger foi tema do documentário Pumping Iron (1975). Após a competição, Ferrigno abandonou o circuito.
Apesar de não vencer Schwarzenegger no Mr. Olympia em 1974, Ferrigno voltou a competir em 1975, 1992, 1993 e 1994, ficando em terceiro, décimo segundo, décimo e segundo lugar  em sua última competição.
Participou das duas versões cinematográficas de Hulk, em 2003 e 2008, ambas no papel de um guarda. Também dublou o personagem no segundo filme, após uma proposta do diretor Louis Leterrier na New York Comic Con de 2008.

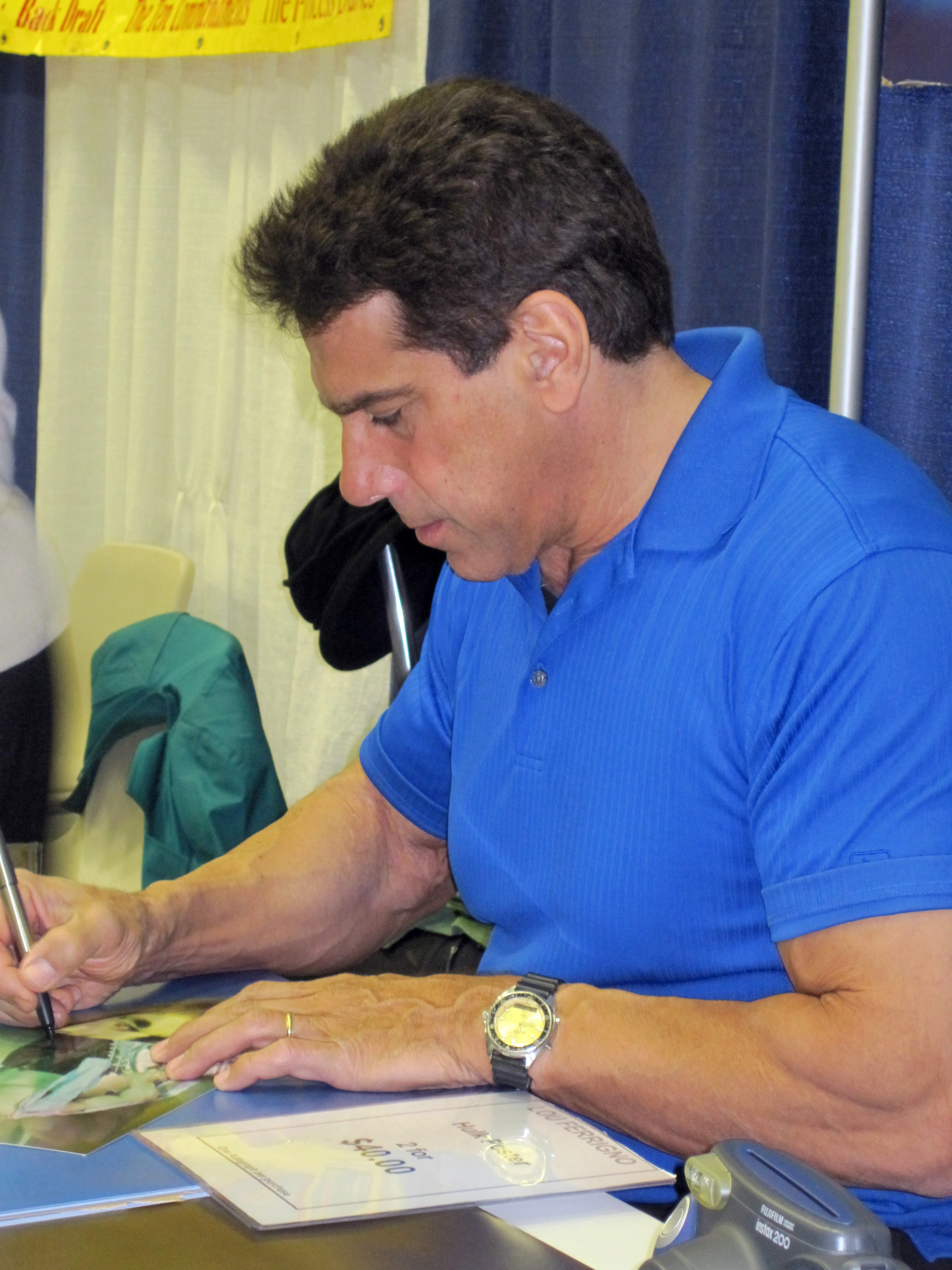
Ferrigno na WonderCon, em 2010

 Com o fim da série O Incrível Hulk, Lou conseguiu ainda estrelar outra série, chamada Trauma Center, que se originou de um episódio da série The Fall Guy (no Brasil, Duro na Queda) de 1981. A série trata-se de uma equipe médica especializada em emergências traumáticas. A série teve curta duração, e infelizmente não ajudou em sua carreira.
Lou partiu então para uma série de produções classe "Z" para os cinemas, que exploravam mais seu porte físico do que suas habilidades como ator, como Hércules, Simbad e outros. Também emprestou sua voz para uma série de desenhos Marvel com o personagem Hulk. Quando a idade impossibilitou o retorno as competições de fisiculturismo e os papéis ficaram escassos na tevê e cinema, Lou precisou partir para outra profissão e tornou-se Xerife-Assistente do Condado de Los Angeles, em 2006. Ferrigno continua na profissão de xerife.

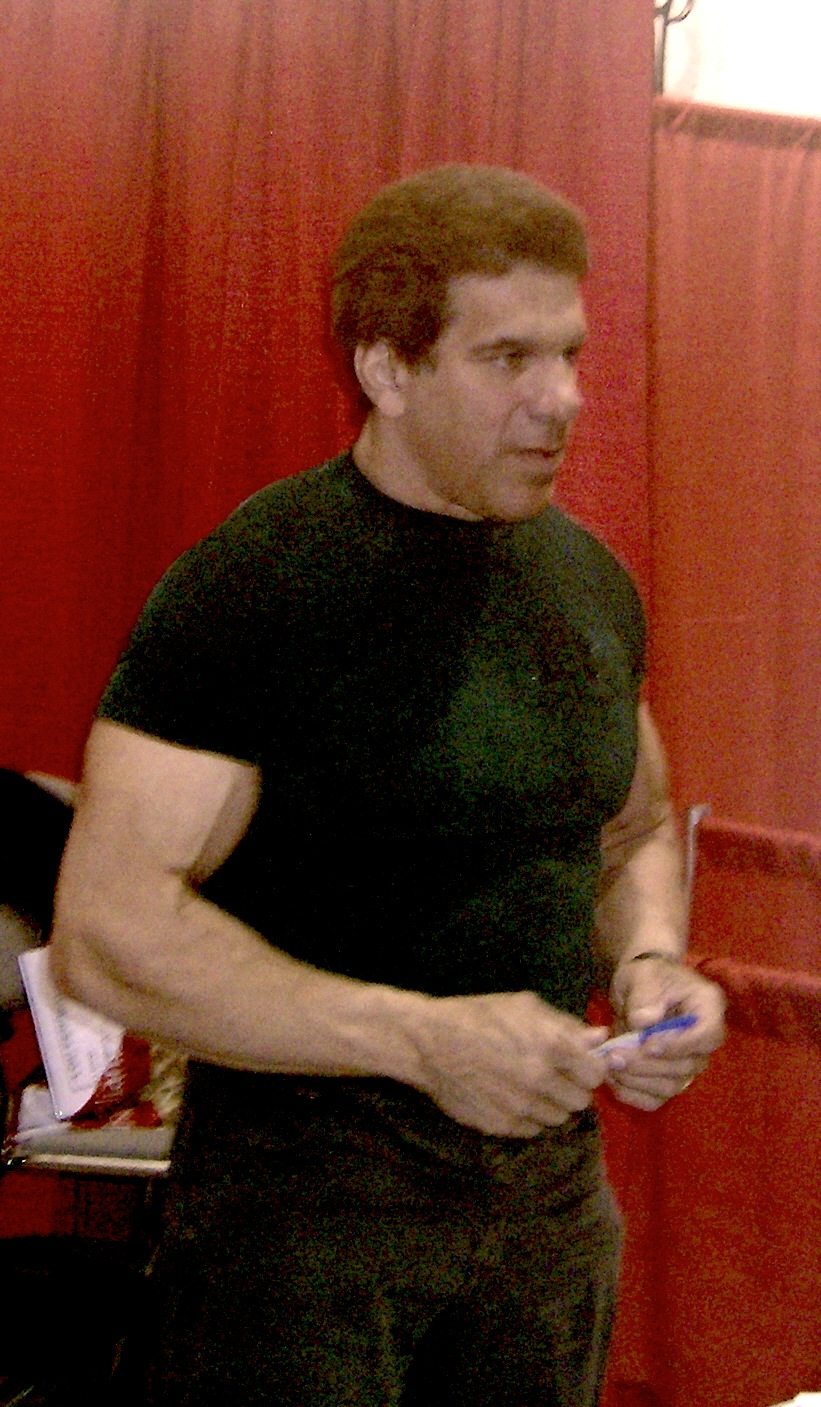
Ferrigno no Calgary Comic & Entertainment Expo, em 2007

Seu novo trabalho rendeu uma participação na série cômica Reno 911! (exibida pelo canal FX) interpretando ele mesmo. Nas duas produções solo do Incrível Hulk para o cinema, Ferrigno fez aparições especiais, além de emprestar sua voz ao Gigante Esmeralda.
Em junho de 2009, Lou Ferrigno foi contratado pelo cantor Michael Jackson como seu treinador pessoal. O objetivo era preparar o cantor para a maratona de 50 apresentações que seriam realizadas no Reino Unido. Ele inclusive participou do filme/documentário Michael Jackson's This Is It, falando sobre o convívio com o cantor antes de sua morte.

## Carreira no fisiculturismo
Depois de se formar no colégio em 1969, Ferrigno ganhou seu primeiro título importante, a IFBB no Mr. America. Quatro anos depois, ele ganhou o título de Mr. Universe da IFBB. No início de sua carreira, ele morou em Columbus, Ohio e treinou com Arnold Schwarzenegger. Em 1974, ele ficou em segundo lugar em sua primeira tentativa na competição Mr. Olympia. Ele ficou em terceiro no ano seguinte, e sua tentativa de derrotar Schwarzenegger foi o assunto do documentário de 1977 Pumping Iron. O documentário tornou Ferrigno famoso.
Essas vitórias, no entanto, não proporcionaram renda suficiente para ele ganhar a vida. Seu primeiro emprego remunerado foi como operário de chapas metálicas com o salário de US$ 10 a hora em uma fábrica do Brooklyn, onde trabalhou por três anos. Ele não gostou do trabalho perigoso e foi embora depois que um amigo e colega de trabalho cortou acidentalmente sua própria mão.
Depois disso, Ferrigno deixou o circuito de competição por muitos anos, um período que incluiu uma breve passagem como atacante defensivo do Toronto Argonauts na Liga Canadense de Futebol. Ele nunca jogou futebol e foi cortado depois de dois jogos. Ferrigno deixou o mundo do futebol canadense depois que quebrou as pernas de um outro jogador durante uma partida.
Durante a competição, Ferrigno chegou a ter 1,96 m de altura. Ele pesava 268 lb (130 kg) em 1975 e 315 lb (143 kg) em 1992.
Ferrigno competiu na primeira competição anual do Homem Mais Forte do Mundo em 1977, onde terminou em quarto lugar em um campo de oito competidores.
No início dos anos 1990, Ferrigno voltou ao fisiculturismo, competindo pelos títulos de Mr. Olympia de 1992 e 1993. Terminando em 12º e 10º, respectivamente, ele então voltou para o Mr. Olympia de 1994, onde sua tentativa de derrotar Robbie Robinson e Boyer Coe foi o assunto do documentário de 1996 Stand Tall. Depois disso, ele se aposentou das competições.

## Filmografia
- Pumping Iron (1977)

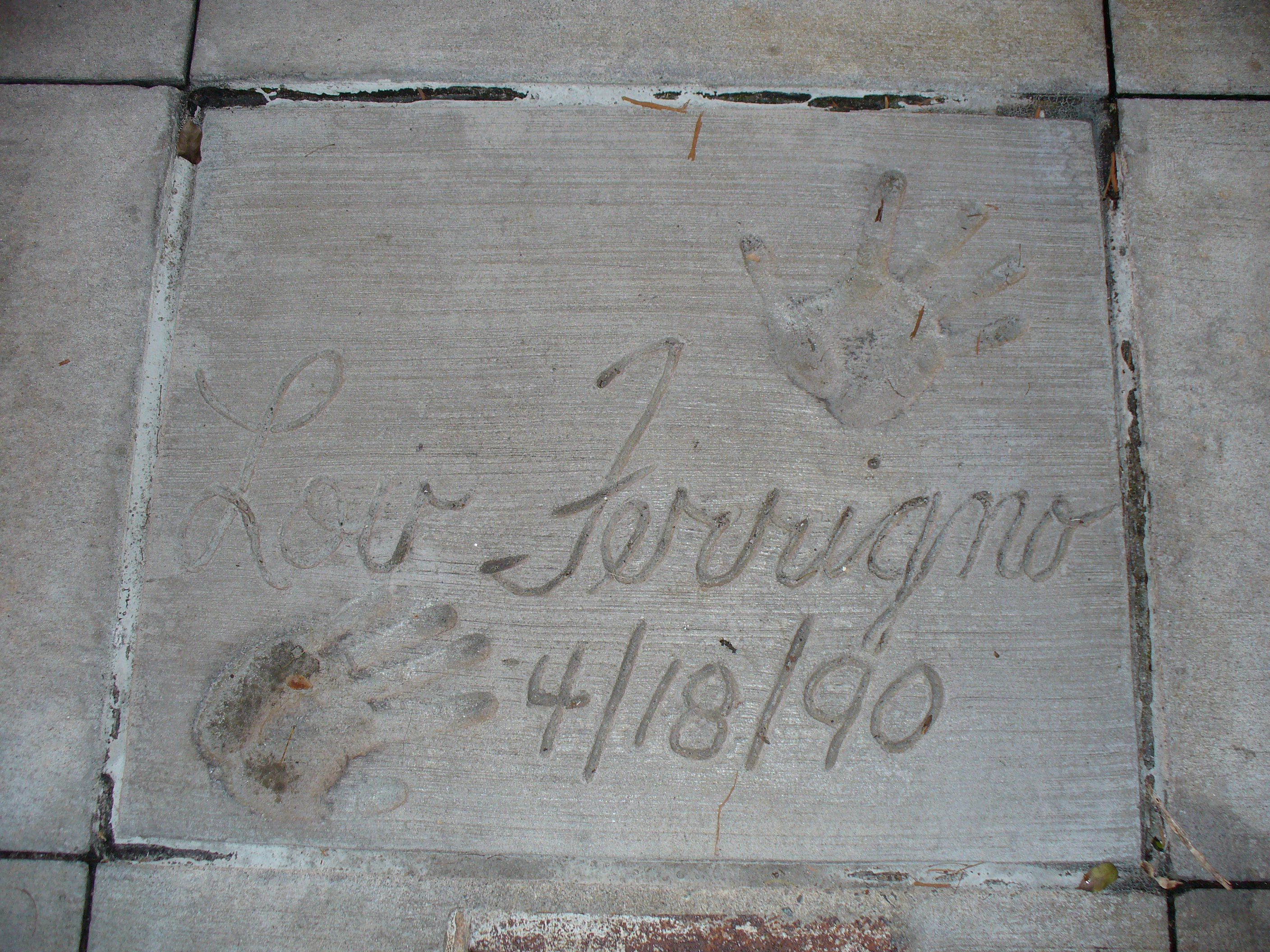
As impressões das mãos de Ferrigno no parque temático Walt Disney World Resort

- The Incredible Hulk (1978-1982) (como Hulk)
- Mister Rogers' Neighborhood (1980)
- Hercules (filme de 1983) (como Hércules)
- The Fall Guy (convidado, 1982, 1983, 1984)
- The Adventures of Hercules (1985) (como Hércules)
- The Incredible Hulk Returns (1988) (como Hulk)
- Sinbad of the Seven Seas (1989) (como Simbad)
- The Trial of the Incredible Hulk (1989) (como Hulk)
- Cage (1989)
- The Death of the Incredible Hulk (1990) (como Hulk)
- Hangfire (1991)
- Cage II (1994)
- The Incredible Hulk (série animada - dublador, 1996)
- Home Improvement (convidado especial, 1997)
- The King of Queens (convidado especial, 2000-2007)
- Hulk (2003 dublando o Hulk e interpretando o chefe de segurança)
- My Wife and Kids (convidado especial, 2004)
- Reno 911! (convidado especial, 2004)
- The Incredible Hulk (2008, dublando o Hulk no filme e interpretando um guarda de segurança)
- I Love You, Man (participação especial, 2009)
- The Avengers (dublando o Hulk, 2012)
- Moms' Night Out (Hulk, convidado especial, 2014)
- Avengers: Age of Ultron (dublando o Hulk, 2015)
- Avengers Grimm (João de Ferro, 2015)
- Thor: Ragnarok (dublando o Hulk, 2017)